# Presa di Trincomalee
La presa di Trincomalee fu un assedio avvenuto l'11 gennaio 1782 tra le forze della Gran Bretagna e quelle della Compagnia olandese delle Indie orientali nelle Indie orientali, dopo l'inizio della quarta guerra anglo-olandese. Dopo la presa di Negapatam, l'avamposto olandese di Trincomalee, sulla costa orientale di Ceylon, venne assaltato dagli inglesi i quali attaccarono con successo Fort Fredrick e Fort Ostenburg per ottenere il controllo della città e del porto. Per ottenere il controllo del porto, gli inglesi catturarono anche diversi vascelli che si trovavano nella baia in quel frangente.

## Antefatto
A seguito dell'entrata della Francia nella guerra d'indipendenza americana nel 1778, la Gran Bretagna si mosse rapidamente per ottenere il controllo delle colonie francesi in India. Nel dicembre del 1780, la Gran Bretagna inoltre dichiarò guerra alla Repubblica Olandese, adducendo il fato che gli olandesi stavano trafficando armi in supporto dei francesi e dei ribelli americani come casus belli. La notizia raggiunse Iman Willem Falck, governatore di Trincomalee per conto della Compagnia olandese delle Indie orientali all'inizio del 1781. Nell'estate del 1781, Lord Macartney giunse in India per ottenere l'incarico di governatore di Madras, e portò la notizia dell'entrata in guerra dell'Inghilterra agli avamposti inglesi in India, mobilitando le truppe inglesi ad ottenere il controllo dei possedimenti olandesi in India ed a Ceylon. Queste truppe dapprima assediarono il principale porto controllato dagli olandesi, Negapatam, catturandolo l'11 novembre 1781.

## Lo scontro
Dopo il successo a Negapatam, l'ammiraglio inglese Edward Hughes imbarcò 500 volontari sepoy, 30 artiglieri e altri volontari europei e salpò alla volta di Trincomalee il 2 gennaio 1782. Due giorni dopo ancorò alla baia di Trincomalee. Le truppe, che includevano 800 tra marinai e marines, vennero sbarcate 3 km più a nord di Fort Frederick il 5 gennaio e subito si occuparono del forte locale. Quella notte, una compagnia di marines riuscì ad entrare nel forte cogliendo di sorpresa i 43 uomini della guarnigione, facendoli tutti prigionieri senza incidenti. Questo aprì la strada alle operazioni contro Fort Ostenburg, che manteneva il controllo sul porto.
Tre giorni dopo, l'8 gennaio, i marines catturarono una collina sopra Fort Ostenburg, e l'ammiraglio Hughes chiese al governatore Falck di arrendersi. Per le difficoltà nel muovere la propria artiglieria su quella colline, Hugues inviò il suo capo geniere a consegnare la lettera di resa. Il geniere, il maggiore Geils, oltre a portare la resa si dedicò anche ad osservare i punti dai quali poteva essere assaltato il forte. Due giorni dopo avvenne la seconda ondata, che pure venne respinta dal governatore Falck. Hughes ordinò quindi l'assalto del forte la mattina successiva.
450 tra marines e marinai, accompagnati da alcuni volontari, assaltarono quindi il forte. Un gruppo di marines fu in grado di penetrare all'interno del forte passando dalle feritoie l'11 gennaio. Dopo un breve scontro la guarnigione locale si arrese.

## Conseguenze
Hughes riempì i due forti conquistati con compagnie di sepoy e diversi artiglieri, imbarcando truppe e salpando alla volta di Madras. Al suo arrivo l'8 febbraio a destinazione, seppe che anche la flotta francese era giunta nell'area. Questa flotta, comandata da Pierre André de Suffren de Saint Tropez, iniziò a minacciare gli inglesi per il controllo della costa indiana. Nell'agosto del 1781, Suffren colse l'occasione dell'assenza di Hughes per riprendere Tricomalee. Hughes e Suffren combatterono la battaglia di Trincomalee poco dopo, il 3 settembre.
Il governatore Falck dovette portarsi a Batavia per riferire ai suoi superiori della sconfitta subita. Gli olandesi ripresero il controllo di Ceylon e gli inglesi vennero costretti a lasciare le loro conquiste (ad eccezione di Negapatam) col trattato di Parigi del 1784, in cambio della promessa di non interferire negli affari commerciali degli inglesi nell'Oceano Indiano.